# Niklaus Gerber
 (mai 2025).
Si vous disposez d'ouvrages ou d'articles de référence ou si vous connaissez des sites web de qualité traitant du thème abordé ici, merci de compléter l'article en donnant les références utiles à sa vérifiabilité et en les liant à la section « Notes et références ».
Niklaus Gerber, né le 8 juin 1850 à Thoune et mort le 9 février 1914 à Zurich, est un chimiste laitier et industriel suisse. Il fréquente les université de Berne et de Zurich puis étudie la chimie à Paris et à Munich. Il passe deux ans à la Swiss-American Milk Co. à Little Falls aux États-Unis.

## 1887
Niklaus Gerber fonde sa laiterie, baptisée United Dairies of Zurich en 1887. Confronté à une qualité de lait souvent médiocre en raison d’un manque d'hygiène et de fréquentes dilutions à l'eau, Gerber cherche à développer des méthodes efficaces pour tester le lait. Son objectif est d'éliminer ces problèmes afin de transformer les produits laitiers en aliments de première qualité.

## 1892
Dans le Swiss Milk Journal, Gerber présente son Acidobutyromètre, une méthode rapide, simple et fiable d'analyse de la teneur en matières grasses du lait. Rapidement connue sous le nom de « méthode Gerber », elle s’impose dans les laboratoires laitiers du monde entier. Bien qu'initialement conçue pour un usage interne à sa laiterie, Gerber reçoit rapidement des demandes de la part de transformateurs laitiers du monde entier souhaitant acquérir son équipement. Il crée alors une entreprise distincte pour commercialiser le test Gerber.

## 1904
Gerber fonde la société Dr. N. Gerber’s Acid-Butyrometry Ltd. à Leipzig. Le choix de cette localisation repose sur deux facteurs : la proximité d'une industrie de soufflage de verre capable de produire des butyromètres de haute qualité, et la présence de l'entreprise Hugershoff, détentrice du brevet d'une nouvelle centrifugeuse circulaire nécessaire à la méthode Gerber. Les deux entreprises fusionnent pour former Dr. N. Gerber’s m.b.H Zurich and Leipzig, spécialisée dans la fabrication et le développement des instruments Gerber.

## Mort
Gerber meurt en 1914. Son fils, Walo N. Gerber, reprend alors la direction des entreprises familiales. En raison de la Première Guerre mondiale, il fonde une nouvelle société à Zurich, Dr. Gerber and Sons, afin d’assurer la commercialisation des instruments Gerber.